# Šinta Ozawa
Šinta Ozawa (japonsky 小澤 信太; * 6. října 1985 Namegawa) je bývalý japonský reprezentant ve sportovním lezení, mistr Asie v boulderingu a juniorský mistr Asie v lezení na obtížnost.

## Výkony a ocenění

### Závodní výsledky
| Arco Rock Master | Arco Rock Master |
| Rok              | 2010             |
| ---------------- | ---------------- |
| Obtížnost        | 25*              |

* v roce 2010 byla rozšířená nominace jako příprava na MS 2011
| Mistrovství světa | Mistrovství světa | Mistrovství světa | Mistrovství světa |
| Rok               | 2003              | 2005              | 2012              |
| ----------------- | ----------------- | ----------------- | ----------------- |
| Obtížnost         | 35-37             | 34-37             | —                 |
| Bouldering        | —                 | 23                | 61-62             |

| Světový pohár | Světový pohár | Světový pohár | Světový pohár | Světový pohár | Světový pohár | Světový pohár | Světový pohár | Světový pohár | Světový pohár | Světový pohár       |
| Rok           | 2003          | 2004          | 2005          | 2006          | 2007          | 2009          | 2010          | 2011          | 2012          | 2013                |
| ------------- | ------------- | ------------- | ------------- | ------------- | ------------- | ------------- | ------------- | ------------- | ------------- | ------------------- |
| Obtížnost     | —             | x             | x             | x             | x             | —             | x             | x             | x             | x                   |
| jednotlivě*   | —             | ,20,          | ,16,          | ,28,          | ,24,          | —             | ,24,18,       | ,23,26,21,    | ,29,23,       | ,13,36,             |
|               |               |               |               |               |               |               |               |               |               |                     |
| Rychlost      | —             | —             | —             | —             | —             | —             | —             | —             | —             | x                   |
| jednotlivě*   | —             | —             | —             | —             | —             | —             | —             | —             | —             | ,25,25,             |
|               |               |               |               |               |               |               |               |               |               |                     |
| Bouldering    | x             | —             | —             | —             | —             | 0             | —             | —             | 0             | x                   |
| jednotlivě*   | ,27,          | —             | —             | —             | —             | ,31,          | —             | —             | ,57,          | ,27,20,21,14,31,17, |
|               |               |               |               |               |               |               |               |               |               |                     |
| Kombinace     | —             | —             | —             | —             | —             | —             | —             | —             | —             | x                   |

* pozn.: nalevo jsou poslední závody v roce
| Mistrovství Asie | Mistrovství Asie |
| Rok              | 2012             |
| ---------------- | ---------------- |
| Obtížnost        | 4-5              |
| Bouldering       | 1                |

| Mistrovství světa juniorů | Mistrovství světa juniorů | Mistrovství světa juniorů |
| Rok                       | 2003 junioři              | 2004 junioři              |
| ------------------------- | ------------------------- | ------------------------- |
| Obtížnost                 | 15                        | 13-14                     |

| Mistrovství Asie juniorů | Mistrovství Asie juniorů |
| Rok                      | 2002 kat. A              |
| ------------------------ | ------------------------ |
| Obtížnost                | 1                        |